# 王高 (建文進士)
王高，字彦高，一字思登，江西南昌府南昌县人，明朝政治人物、進士出身。

## 生平
江西鄉試第八名中舉。建文二年，會試第十九名，殿試登庚辰科進士二甲第二十四名，授邢科給事中，歷任大理寺丞。靖難之役中，因支持方孝孺，后與同鄉劉端連坐，被朱棣施以劓刑去世。隆慶年間，明穆宗下詔祭祀王高于大節祠。

## 家族
曾祖王仲銘，祖父王思齊，父親王繼和，有兄王彥政、弟王彥清、王彥輝。